# 일본 육상 연맹
일본 육상 연맹(일본어: 日本陸上競技連盟)은 일본의 육상 종목 행정을 총괄하는 스포츠 행정 기구이다. 1925년에 설립되었으며 일본 육상 종목 전반을 관리하고 있다. 본부는 도쿄에 있다.